# Association of Tennis Professionals
Die Association of Tennis Professionals (ATP) ist die Vereinigung der professionellen männlichen Tennisspieler, sie ist somit das Gegenstück zur Women’s Tennis Association (WTA). Über ATP und WTA steht noch die International Tennis Federation (ITF), die die Spielregeln bestimmt. Der Hauptsitz von ATP und ITF befindet sich in London.

## Geschichte
Die Gründung erfolgte im Jahr 1972, um Tennisturniere besser vermarkten zu können. Gründungsmitglieder waren Jack Kramer, Donald Dell und Cliff Drysdale, letzterer wurde der erste Präsident. Kramer bekleidete den Posten des Executive Directors. Bis 1988 wurde die laufende Tour hauptsächlich von den Turnierdirektoren bestimmt, was letztlich in einen Spielerboykott mündete. Der damalige CEO der ATP, Hamilton Jordan, hielt im Rahmen der US Open 1988 die als „press conference in the parking lot“ (deutsch Pressekonferenz auf dem Parkplatz) berühmt gewordene Rede, deren Folge die Gründung der heutigen ATP Tour war. Mit der Gründung der ATP Tour, die von 1990 bis 2008 existierte, wurde der Tennissport besser vermarktet und professioneller gestaltet. Im ersten Jahr des Bestehens (1991) wurde mit dem Abschluss eines Vertrags mit einem Fernsehsender, der 19 Turnier-Übertragungen im Jahr garantierte, ein Meilenstein gesetzt. Nach erfolgreichen Jahren und immer größer werdendem Interesse an der Serie erfolgte im Jahr 2009 die Umbenennung in ATP World Tour. Seit 2019 heißt die Serie, wie schon von 1990 bis 2008, wieder ATP Tour.
Im Schnitt werden jährlich rund 60 Turniere pro Jahr veranstaltet.
Obwohl die ATP als nicht politisch gilt, wurde am 1. März 2022, nach dem Angriff Russlands auf die Ukraine, den russischen und belarussischen Tennisspielern durch die ATP verboten unter ihrer Flagge oder für Russland zu spielen.

## ATP Tour
Die ATP organisiert die so genannte ATP Tour, eine Herrentennis-Serie. Die meisten professionellen Turniere sind Teil davon. Die wichtigsten zur ATP Tour gehörenden Turniere sind die neun Masters-Series-Turniere. Die Grand-Slam-Turniere und der Davis Cup sind nicht Bestandteil der ATP Tour, da sie von der ITF veranstaltet werden. Die ATP Finals am Ende jeder Saison werden von ATP und ITF gemeinsam veranstaltet.

## Weltrangliste
Seit ihrer Gründung führt die ATP auch die Punkteranglisten der Spieler. Das früher als Tennisweltrangliste bekannte Entry System regelt Startberechtigung und Setzlisten bei den Turnieren. Die gesammelten Punkte der jeweils letzten 52 Wochen (also der laufenden Jahresperiode) fließen in diese Wertung ein. Da dieses System für die breite Masse der Tennis-Fans jedoch nur schwer zu überblicken ist, gibt es seit dem Jahr 2000 zusätzlich dazu das so genannte Champions Race. Hierbei fangen zu Beginn der Saison alle Spieler bei Null an – ein System, das beispielsweise schon aus der Formel 1 bekannt ist.

## Next Generation Programm
Zur Saison 2024 führte die ATP ein Programm zur Talentförderung ein. Neben dem schon bestehenden eigenen Saisonabschlussturnier, werden jüngeren Spielern Zugangsmöglichkeiten zu Turnieren geschaffen, zu denen sie aufgrund ihrer Ranglistenposition sonst nicht berechtigt gewesen wären. Bei bestimmten Turnieren der ATP Tour und der Challenger Tour werden Plätze im Hauptfeld bzw. der Qualifikation für unter 20-Jährige Spieler reserviert.

## Organisation
Präsident war ab 2012 Brad Drewett, dieser war Nachfolger von Adam Helfant. Der Posten war zunächst vakant geworden, nachdem Drewett im Mai 2013 starb. Zum 1. Januar 2014 trat Chris Kermode die Nachfolge Drewetts an. Er wurde zum Januar 2020 von Andrea Gaudenzi abgelöst.
Der Präsident steht formal dem siebenköpfigen Board of Directors vor. Ihm gehören außerdem drei Turnier-Repräsentanten (derzeit Gavin Forbes, Charles Humphrey Smith und Herwig Straka) sowie drei Spieler-Repräsentanten (derzeit Mark Knowles, David Egdes und Alex Inglot) an. Neben dem Board of Directors besteht das elfköpfige Player Council und das dreizehnköpfige Tournament Council.